# Вікторін Петавський
Святий Вікторін Петавський (лат. Victorinus Petavionensis; помер у 303 або 304) — ранньохристиянський церковний письменник, загинув під час переслідувань імператора Діоклетіана. Єпископ Петавії (сучасний Птуй у Словенії; нім. Pettau) у Панонії Написав коментарі до різних книг Святого Письма.

## Життєпис
Народився, ймовірно, у Візантійській Греції на межі Східної та Західної імперій. Вікторін розмовляв грецькою краще, ніж латиною, що пояснює, чому, на думку св. Єроніма, його твори були написані латиною були кращі за своєю матерією, ніж своїм стилем. Він був першим богословом, який використав латинську мову для своїх екзегез.
Його роботи мають переважно екзегетичний характер. Вікторін написав коментарі до різних книг Святого Письма, таких як Буття, Вихід, Левит, Ісая, Єзекіїль, Авакум, Еклезіаст, Пісня пісень, Св. Матвія та Апокаліпсис. Збереглися лише його «Коментар до Апокаліпсису» та короткий «Про побудову світу» (De fabrica mundi).
На Вікторіна мав великий вплив Ориген. Св. Єронім відводить йому почесне місце у своєму каталозі церковних письменників. Єронім час від часу цитує думки Вікторіна (в Eccles. IV. 13 ; в Ezech. XXVI та в інших місцях), але вважав, що на нього вплинули думки хіліастів або міленаріан. За словами Єроніма, Вікторін загинув мученицькою смертю в 304 році.
На відміну від позитивного сприйняття Єроніма наприкінці четвертого та початку п'ятого століття, твори Вікторіна були засуджені та занесені до списку апокрифів згідно з Геласійським дектретом у VI столітті. Декрет приписаний папі Геласію I; він містить перелік творів, складених єретиками або використовуваних розкольниками, яких слід відкинути та уникати, і включає там роботу Вікторіна.
Вікторіна в Католицькій та Православній церкві вшановується 2 листопада. До XVII століття його іноді плутали з латинським ритором Вікторіном Афером.

## Коментар до Апокаліпсису
Вікторін написав коментар до Книги Одкровення, який пізніше був перевиданий у відредагованому вигляді Єронімом у 5 столітті. Однак оригінальний невідредагований рукопис був знайдений у 1918 році. Коментар був складений незабаром після Валеріанського переслідування, близько 260 року. За словами Клаудіо Морескіні, «Тлумачення переважно алегоричне, з помітним інтересом до арифмології». Йоганнес Квастен пише, що «Здається, що він не дав безперервного коментаря до всього тексту, а задовольнявся перефразуванням окремих уривків».
Книга цікава сучасним вченим як приклад того, як люди в давнину тлумачили книгу Одкровення. Вікторін бачить чотирьох тварин, які співають Богові, як символи Євангеліє, а 24 старійшини, які сидять на престолах в Об'явленні 4, є 12 патріархами 12 колін Ізраїлю та 12 апостолами. Він також погоджується з думкою про те, що Вавилонська блудниця, «п'яна кров'ю мучеників і святих», представляє місто Рим і його переслідування християн, а Звір, описаний у розділі 13, представляє імператора Нерона. Оскільки Нерон вже був мертвий за часів Вікторіна, він вважав, що пізні уривки посилаються на Нерона Відродженого, жахливого відродженого Нерона, який атакуватиме зі Сходу за допомогою євреїв.